# Leonard Fraser
Leonard John Fraser (Ingham, 27 juni 1951 – Woolloongabba, 1 januari 2007) was een Australisch seriemoordenaar. Hij werd veroordeeld voor het doden van ten minste vier vrouwen en kinderen. Fraser stierf in gevangenschap. Als ingezetene van het Wolston Correctional Centre werd hij in december 2006 met borstklachten naar een bewaakte afdeling van het Princess Alexandra Hospital gebracht. Daar overleed hij vijf dagen later aan de gevolgen van een hartaanval.
Media noemden Fraser ook The Rockhampton Rapist.

## Misdaden
Voor Fraser uiteindelijk werd opgesloten op verdenking van moord, had hij opgeteld al bijna twintig jaar achter de tralies doorgebracht voor de verkrachtingen van verschillende vrouwen. Ditmaal kreeg hij levenslang voor het ontvoeren, verkrachten en vermoorden van de negenjarige Keyra Steinhardt uit Rockhampton. Vervolgens werd hij ook aangeklaagd voor vier andere moorden in de regio uit 1998 en 1999, nadat politieagenten bij hem thuis paardenstaarten en andere aandenkens aan zijn slachtoffers vonden.
Fraser bekende in alle vijf de aanklachten schuld. Eén bekentenis bleek alleen niet te kloppen. De veertienjarige Natasha Anne Ryan die hij zei vermoord te hebben, werd na vijf jaar vermissing teruggevonden in een nabijgelegen plaats. Daar verschool ze zich het het huis van haar vriend. Van de drie anderen die Fraser zei vermoord te hebben, werden wel stoffelijke overschotten aangetroffen. Hiervoor werd hij op basis van zijn bekentenissen schuldig bevonden aan moord op Beverley Leggo en Sylvia Benedetti en aan doodslag op Julie Turner. Als gevolg hiervan werd hij tot drie gevangenisstraffen voor onbepaalde tijd veroordeeld.